# Архіви Білорусі
Архіви Білорусі — сукупність архівних установ та систем, що існували та існують на території Республіки Білорусь, мережа архівних установ різних регіонів Білорусі, пов'язаних з історією державних інститутів, громадських, релігійних об'єднань і рухів.

## Органи і установи
Органи та установи Державної архівної служби
- Республіканський орган Державної архівної служби
- Науково-дослідні установи
  - Білоруський науково-дослідний інститут документознавства та архівної справи (БелНДІДАС) [Архівовано 16 березня 2022 у Wayback Machine.]
  - Білоруський науково-дослідний центр електронної документації (БелНДЦЕД)
- Спеціальні лабораторії
  - Республіканська технічна лабораторія мікрофільмування страхового фонду документації
  - Центральна лабораторія мікрофотокопіювання і реставрації документів Національного архівного фонду Республіки Білорусь
- Республіканські архіви
  - Національний архів Республіки Білорусь
  - Національний історичний архів Білорусі
  - Національний історичний архів Білорусі (Гродно)
  - Білоруський державний архів кінофотофонодокументів
  - Білоруський державний архів-музей літератури і мистецтва
  - Білоруський державний архів науково-технічної документації
- Мінськ і області країни
  - Мінськ [2]
  - Брестська область [3]
  - Вітебська область [4]
  - Гомельська область [5]
  - Гродненська область [6]
  - Мінська область [7]
  - Могилевська область [8]
- Періодичне видання Державної архівної служби [9]

## Нормативна база
Нормативна база архівної справи і діловодства в Республіці Білорусь 

## Архівна справа

### Історія
1863 рік - почав діяти Вітебський центральний архів давніх актів (перший централізований державний архів на території сучасної Республіки Білорусь).
Мета створення - зберігання актових книг судових установ колишньої Речі Посполитої за період з XVI до кінця XVIII століття по території, що знаходилася в межах Вітебської, Могилевської і Смоленської губерній Російської імперії.
Кінець XIX століття - в Вітебськом архіві - понад 1800 актових книг, у Віленському - понад 23 000 книг (з них значна частина відносилася до території Білорусі).
1 січня 1903 року - відбулася ліквідація Вітебського архіву, та передача в Віленський архів всіх документів.

## Див. Також
- Архіви України
- Національний історичний архів Білорусі